# Яновська Ганна Львівна
Ганна Львівна Яновська (нар. 18 липня 1971, Миколаїв, УРСР, СРСР) — радянська і російська актриса театру і кіно, сценарист і режисер документального та ігрового кіно, кінопродюсер. Лауреат російських і зарубіжних кінофестивалів.

## Життєпис
Народилася 18 липня 1971 року в Миколаїві (Україна).
Закінчила чотири класи музичної школи по класу фортепіано. Ще за навчання у середній школі грала в театрі при Будинку культури суднобудівників.
Закінчивши десятий клас, поїхала до Москви, але, на жаль, час вступних іспитів до театральних інститутів столиці вже минули. Але Ганна успішно пройшла вступні випробування до Ярославського театрального училища, де навчалась на курсі педагога — Сергія Куценка.
У 1996 році закінчила акторський курс режисерського факультету ГИТИС (майстерня Марка Захарова). З 1999 року працює у Московському театрі юного глядача .
Співпрацювала з театром «Сатирикон», Театром на Малій Бронній, театром «Школа драматичного мистецтва» під керівництвом Анатолія Васильєва, Театром Антона Чехова.
Член Спілки кінематографістів з січня 2000 року.
У 2014 році закінчила Вищі курси сценаристів і режисерів (майстерня Володимира Грамматікова та Олександра Бородянського).
Нагороджена призами «Фестивалю комедійного фільму» (в номінації «За найкращу жіночу роль»), Міжнародної федерації кінопреси на Міжнародному кінофестивалі в Берліні, лауреат фестивалю «Лики любові».
Режисер-постановник повнометражного художнього фільму «Цікава життя» (2018).

## Фільмографія

### Ролі в кіно
1. 1989 — Під небом блакитним... — Олена
2. 1993 — Осінні спокуси — Анна
3. 1997 — Вітер над містом — Аліна
4. 1997 — Новорічна історія — Снігуронька
5. 1998 — Стрінгер — Світлана
6. 1998 — У Бога за пазухою — Таня
7. 1999 — Д. Д. Д. Досьє детектива Дубровського — Даша Китаєва (Влада)
8. 2000 — Редакція — Наташа
9. 2001 — Господар імперії — Ілзе
10. 2003 — Дальнє світло — камео
11. 2006 — Великі дівчатка — Олена
12. 2006 — Напередодні осені — Генеральша
13. 2007 — Борг — Марина
14. 2007 — Інше — Надя
15. 2008 — Серцеїдки — Поліна Рябова
16. 2008 — 2009 — Універ — Віра Павлівна Аксьонова
17. 2009 — Незакінчений урок — Інна Віталіївна

### Режисерські роботи
- 2012 — Вальок (короткометражний ігровий)
- 2012 — Дівчина і валіза (короткометражний ігровий)
- 2013 — Це літо (документальний)
- 2014 — Людина-добро (короткометражний ігровий)
- 2014 — 10 сантиметрів життя (повнометражний документальний)
- 2015 — Альманах «Щастя — це...», новела «Двоє разом»
- 2016 — Сенс життя (короткометражний ігровий, Італія-Росія)
- 2018 — Цікаве життя (повнометражний ігровий)
- 2020 — Руммейт (телесеріал)
- 2022 — Вогонь (документальний)

### Сценарист
- 2013 — Це літо (документальний)
- 2014 — 10 сантиметрів життя (повнометражний документальний)
- 2018 — Цікаве життя (повнометражний ігровий)
- 2022 — Вогонь (документальний)

## Нагороди та премії
- Призер фестивалю комедійного фільму
- Призер фестивалю Міжнародної федерації кінопреси (ФІПРІСІ)
- Лауреат фестивалю «Лики любові»
- Лауреат конкурсу молодих актрис театру «Прем'єра» (2001) Дитинство